# Roberto Longo
Roberto Longo (født 3. december 1984) er en italiensk professionel cykelrytter.